# رابزویل (پنسیلوانیا)
رابزویل (به انگلیسی: Raubsville) یک منطقهٔ مسکونی در ایالات متحده آمریکا است که در Williams Township واقع شده‌است. رابزویل ۱٬۰۸۸ نفر جمعیت دارد.